# Tell Aswad
Tell Aswad (en àrab, تل أسود ; «Turó Negre»), Su-uk-su o Shuksa, és un gran tell neolític prehistòric d'unes 5 hectàrees, situat a uns 48 km de Damasc (Síria), a la riba d'un afluent del riu Barada (بردى), a l'extrem oriental del poble de Jdeidet el Khass (جديدة الخاص).

## Excavacions
Tell Aswad va ser descobert el 1967 per Henri de Contenson, qui va dirigir les excavacions el 1971-1972.
La cultura aswadiana trobada per De Contenson era massa avançada per a la seva datació calibrada que qualsevol altra cosa que es trobés a la regió i és l'únic exemple trobat mai d'aquesta cultura. Una investigació tècnica posterior de la sèrie lítica de Frédéric Abbès va revelar inconsistències, de manera que recentment es va decidir tornar a excavar durant sis temporades en la missió arqueològica permanent francesa El Kowm-Mureybet, sota la codirecció de Danielle Stordeur i Bassam Jamous, entre el 2001 i el 2006. Les investigacions sobre els materials trobats es troben en curs al Museu Nacional de Damasc.
El treball de camp més recent a Tell Aswad ha conduït a una reevaluació de la seva datació, amb el període Aswadià o Neolític preceràmic A (PPNA) (9500-8700 aC) que actualment es considera obsoleta. En canvi, la datació per radiocarboni de les noves excavacions i de les excavacions de la dècada del 1970 documenta l'ocupació al període Neolític preceràmic B (PPNB), dividida en tres parts; Neolític preceràmic B antic (8700-8200 aC) i el Neolític preceràmic B mig (8200-7500 aC), i el Neolític preceràmic B tardà (que s'ha equiparat amb el Neolític antic de Biblos de Dunand).

## Arquitectura
El primer període del Neolític preceràmic B (Neolític preceràmic B antic) va consistir en la construcció d'una arquitectura massiva de terra, que barrejava capes de terra amb canyes per construir parets. Els habitants de Tell Aswad van fabricar maons de tova, barrejant terra amb canyes, que després donaven forma de maons i els assecaven. Les cases eren rodones, el·líptiques o poligonals des del principi fins al final de l'assentament, i estaven parcialment enterrades. Molt sovint, l'orientació de les obertures de les cases era mirant cap a l'est. Aquests tipus de construccions també es poden trobar en jaciments del sud del Llevant, mentre que els jaciments del nord de la vall de l'Eufrates solen trobar-se cases rectangulars.

## Cultura
Les eines i les armes eren de sílex, incloses les puntes de fletxa aswadianes i de Jericó. Altres troballes van incloure equips de moldre, contenidors de pedra i fang, i ornaments de diversos materials. L'obsidiana es va importar d'Anatòlia. La cistelleria i el teixit eren habituals, amb l'empremta de tela brodada enregistrada en un fragment de guix. Des del començament de l'assentament es van produir figuretes de fang i pedra de persones, animals i formes geomètriques com esferes, cons, discos; de vegades es barrejaven amb vegetals.
Es van trobar les tombes de més de cent individus ben conservades. Durant la primera meitat d'ocupació, les tombes se situaven dins de les cases o al seu voltant. En fases posteriors, els cementiris es trobaven aïllats fora del poble. Es va recuperar una col·lecció de nou cranis sobremodelats tècnicament i estilísticament de dues zones. Actualment s'està realitzant un estudi detallat de les calaveres per donar una idea de les tradicions i els vincles socials dels vilatans. Els residents de Tell Aswad van reservar un tractament molt sofisticat per als seus difunts: separaven el crani del cos, netejaven els cranis, els modelaven directament sobre l'os amb guix de calç i després els pintaven.
S'ha citat que Tell Aswad és important per a l'evolució de les ciutats organitzades a causa de l'aparició de materials de construcció, plans organitzats i treballs col·lectius. Ha proporcionat informació sobre «l'explosió de coneixement» al nord del Llevant durant l'etapa neolítica del Neolític preceràmic B.

## Domesticació de plantes i animals
La comprensió del paper de Tell Aswad en els inicis de l'agricultura s'ha complicat amb canvis en la datació. Originalment es creia que era un exemple d'un dels llocs més antics d'agricultura amb pisana domesticada datada per Willem van Zeist i la seva ajudant Johanna Bakker-Heeres al neolític preceràmic A (c. 9000 aC). La afirmació es basa en el descobriment de grans domesticats (i l'absència de grans silvestres), i en la presumpció que el lloc es trobava més enllà de l'hàbitat habitual de la varietat silvestre de la pisana. Es va trobar llavors de lli, figues i festucs en grans quantitats. També es van trobar contenidors estacionaris de fang i pedra amb gra carbonitzat a l'interior que tenia la funció de sitja. Van utilitzar molt sovint les canyes, sobretot com a reforç en l'arquitectura, però també per a fer catifes i cistelles i potser com a llit o farratge. Malgrat la data (aparentment) primerenca de les plantes domesticades, Jacques Cauvin va considerar que Aswad no era el centre de l'origen de l'agricultura, afirmant que els seus primers habitants «van arribar, potser del veí Antilíban, ja equipats amb les llavors per plantar, perquè no es dubte la seva pràctica agrícola des de l'inici de l'assentament. Per tant, no va ser a l'oasi mateix que van dur a terme els seus primers experiments agrícoles».

Mapa del món que mostra els centres d'origen aproximats de l'agricultura i la seva difusió durant la prehistòria: el Creixent Fèrtil (c. 11.000 aC), les conques dels rius Iang-Tsé i Groc (c. 9.000 aC), les terres altes de Nova Guinea (c. 9.000-6.000 aC), el centre de Mèxic (c. 5.000-4.000 aC), el nord de Sud-amèrica (c. 5.000-4.000 aC), l'Àfrica subsahariana (c. 5.000-4.000 aC, localització exacta desconeguda), i l'est de Nord-amèrica (c. 4.000-3.000 aC)[23]
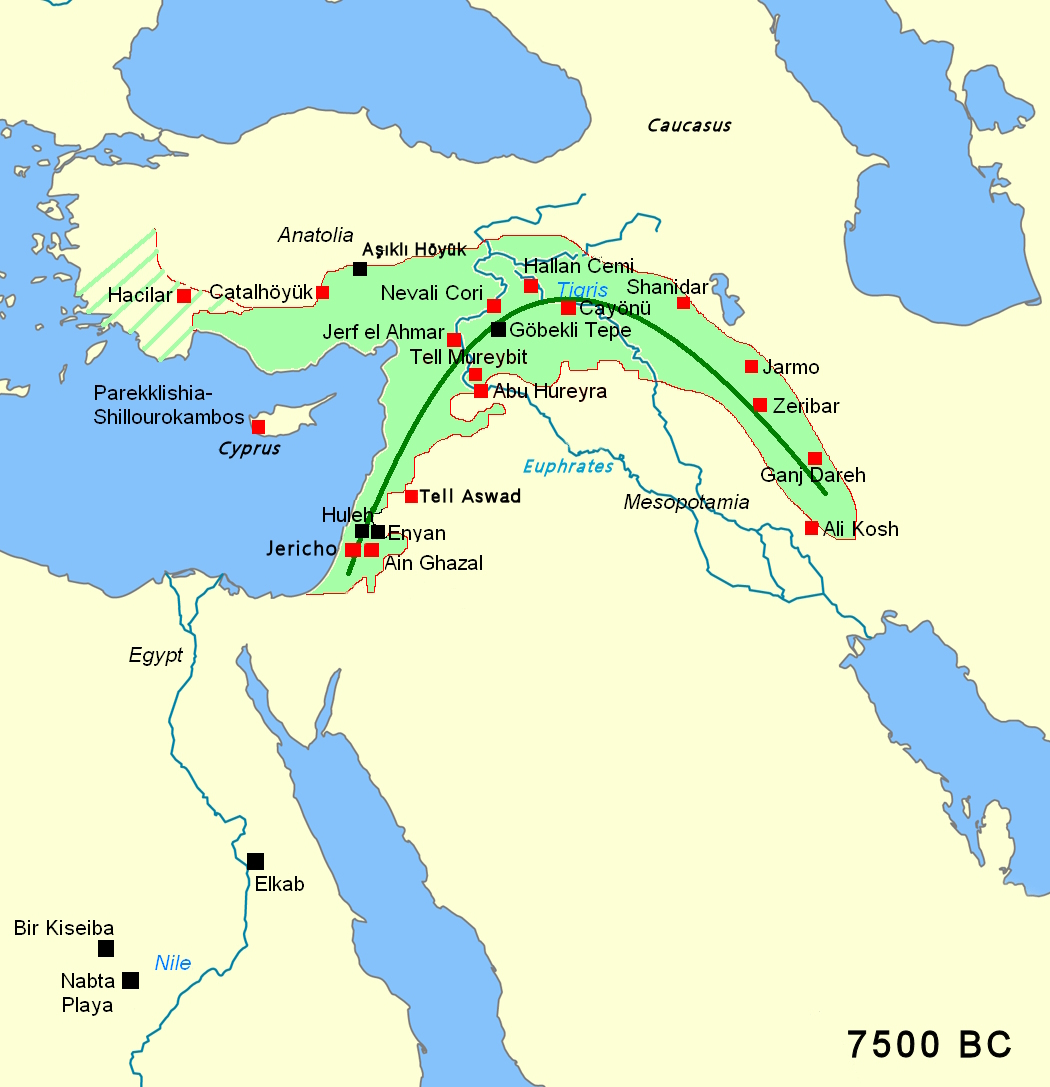
Zona del Creixent Fèrtil, vers el 7500 aC, amb els principals jaciments. Tell Aswad és un dels llocs importants del període neolític preceràmic. La zona de Mesopotàmia pròpiament dita encara no estava poblada pels humans

Els estudis de datacions lítiques i amb radiocarboni de les excavacions del 2001-2006 van demostrar que Tell Aswad no estava ocupat durant el període del Neolític preceràmic A. En canvi, les plantes domesticades estan presents des del primer període neolític preceràmic B (8700-8200 aC) en endavant. Anàlisi de prop 400 mostres recollides de les excavacions més recents confirmen generalment les identificacions de van Zeist i Bakker-Heeres de les excavacions anteriors. L'ordi domesticat és present; l'estat de domesticació de la pisana és incert. S'ha especulat que s'hauria d'utilitzar el reg o alguna forma de gestió de l'aigua per permetre el cultiu de cereals i figues en una zona amb precipitacions inferiors a 200 mm. La redacció dels primers nivells de Tell Aswad al principi del Neolític preceràmic B el situa al costat d'altres llocs amb cereals domesticats com Cafer Höyük i Aşıklı Höyük (Turquia), Ganj Dareh i Chogha Golan (Iran), i Uadi Jilat 7 i 'Ain Ghazal (Jordània). Actualment, Tell Aswad es pot veure com a part d'un patró de desenvolupament local multirregional i dispers en almenys cinc àrees del Pròxim Orient en lloc d'evidències primerenques úniques que indiquen els orígens agrícoles al sud del Llevant. El Neolític preceràmic A anterior ara és àmpliament acceptat com un periode on es van realitzar cultius predomesticats de cereals silvestres en lloc d'una veritable agricultura amb cultius domesticats.
S'han descobert un gran nombre de restes de cabres en les primeres etapes que indicaven que eren caçades o domesticades. Aquesta és una qüestió important, ja que el període en què es va produir la domesticació d'animals continua sent una qüestió oberta. Des del Neolític preceràmic B mig, la presència d'animals de tir és evident. Hi ha evidències porcs, ovelles, cabres i el bestiar boví. Per a aquests dos últims, s'ha destacat la producció de carn i llet. A més, el bestiar boví sovint presentava les malalties típiques derivades del seu ús per al treball. La imatge que resulta de l'estudi de les evidències arqueozoològiques indica que era un poble de pagesos i pastors en plena possessió de tècniques de producció d'aliments. La caça està ben representada amb dues espècies de cavalls, dues de gaseles (gasela de muntanya i gasela persa), senglars, moltes aus aquàtiques i algunes aus de les estepes. La pesca es va practicar durant tota l'ocupació del lloc. La presència de flora com canyes, joncs i tamarix demostra que el lloc es trobava a prop d'un entorn molt humit. La presència d'ossos de peixos i aus aquàtiques com ànecs, grues i oques, va indicar que el lloc es trobava a prop d'un llac i que els habitants del Neolític Aswad van aprofitar els seus recursos.